# BRM-1K
BRM-1K(БРМ-1К) は、ソビエト連邦で開発された装甲偵察車両である。

## 概要
司令部付偵察隊用の偵察車両で、砲塔は砲手の他に偵察要員が搭乗できる大型の2名用砲塔となっている。
武装は、歩兵戦闘車型と同一の73mm低圧滑腔砲2A28と7.62mm機関銃PKTを装備し、砲塔が大きくなった分狭くなった後部兵員室には2名の偵察要員が搭乗する。搭乗員は計6名。なお、この二名用大型砲塔は、BMP-2の砲塔の原型となった。

## 開発
BRM-1Kは、それまで偵察部隊に配備されていたPT-76水陸両用軽戦車を置き換えるため、1970年代初頭にチェリャビンスクトラクター工場の設計局でBMP-1をベースに開発された。水上航行能力の存在や、車体の共通化による生産コストの低下のため、ベースにBMP-1が選ばれた。
BRM-1Kは1972年に開発が完了し、1973年から量産が開始された。

## 派生型
BRM-1KM
BTR-82Aの砲塔を装備したタイプ。

## 運用国
- アゼルバイジャン - 2024年時点で、アゼルバイジャン陸軍が7両のBRM-1Kを保有[2]。
- アルメニア:
  - アルメニア軍 — 2016年時点で12両のBRM-1Kを運用している。
  - アルメニア内務省 — 2016年時点で5両のBRM-1Kを運用している。
  - アルメニア国境警備隊 — 2016年時点で3両のBRM-1Kを運用している。
- ベラルーシ — 2016年時点で136両のBRM-1を運用している。
- ジョージア - 2024年時点で、ジョージア陸軍が1両のBRM-1Kを保有[3]。
- カザフスタン - 2023年時点で、カザフスタン陸軍が60両のBRM-1を保有[4]。
- ロシア:
  - ロシア陸軍 — 2024年時点で200両のBRM-1Kを運用している。
- トルクメニスタン — 2024年時点で、トルクメニスタン陸軍が60両のBRM-1を保有[5]。
- ウズベキスタン - 2023年時点で、ウズベキスタン陸軍が6両のBRM-1を保有[6]。
- ウクライナ — 2024年時点で50両のBRM-1Kを運用している。
- シリア ー 2017年にロシアよりBRM-1及び1Kを受領した。[7]

## 実戦
ロシアによるウクライナ侵攻において双方が運用しており、ロシア側はBRM-1Kを29両、BRM-1KMを2両、ウクライナ側はBRM-1Kを51両失っている。

## 展示場所
- ロシア

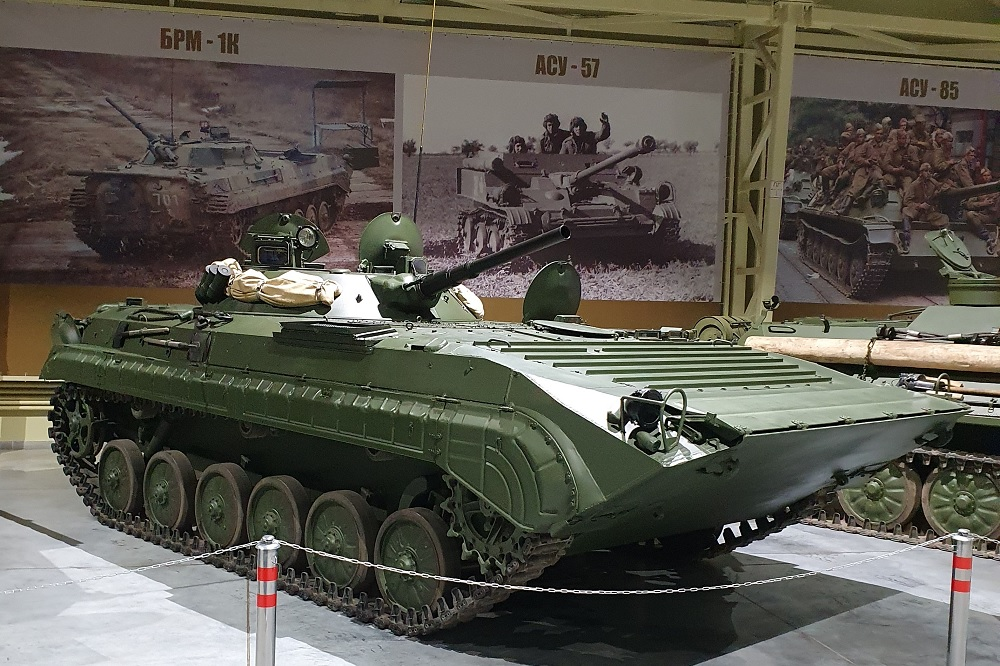
パディコヴォのロシア軍事史博物館に展示されているBRM-1K

  - カメンスク=シャフチンスキーの愛国者公園
  - パディコヴォのロシア軍事史博物館
  - ソヴィエツクの軍事装備博物館
  - ノヴォシビルスクの勝利大通り
  - グコヴォの赤軍兵士記念碑
  - コヴロフの愛国者公園
- アゼルバイジャン
  - バクーのナゴルノ=カラバフ紛争戦利品公園[9]
- カナダ
  - オンタリオの戦争博物館